# 长沙坝站
长沙坝站是襄渝铁路上一座已停用的铁路车站，位于陕西省安康市旬阳市棕溪镇境内，启用于1973年10月。车站现已撤销拆除，撤销前，原隶属于西安铁路局安康车务段，为四等站，办理客货运业务。

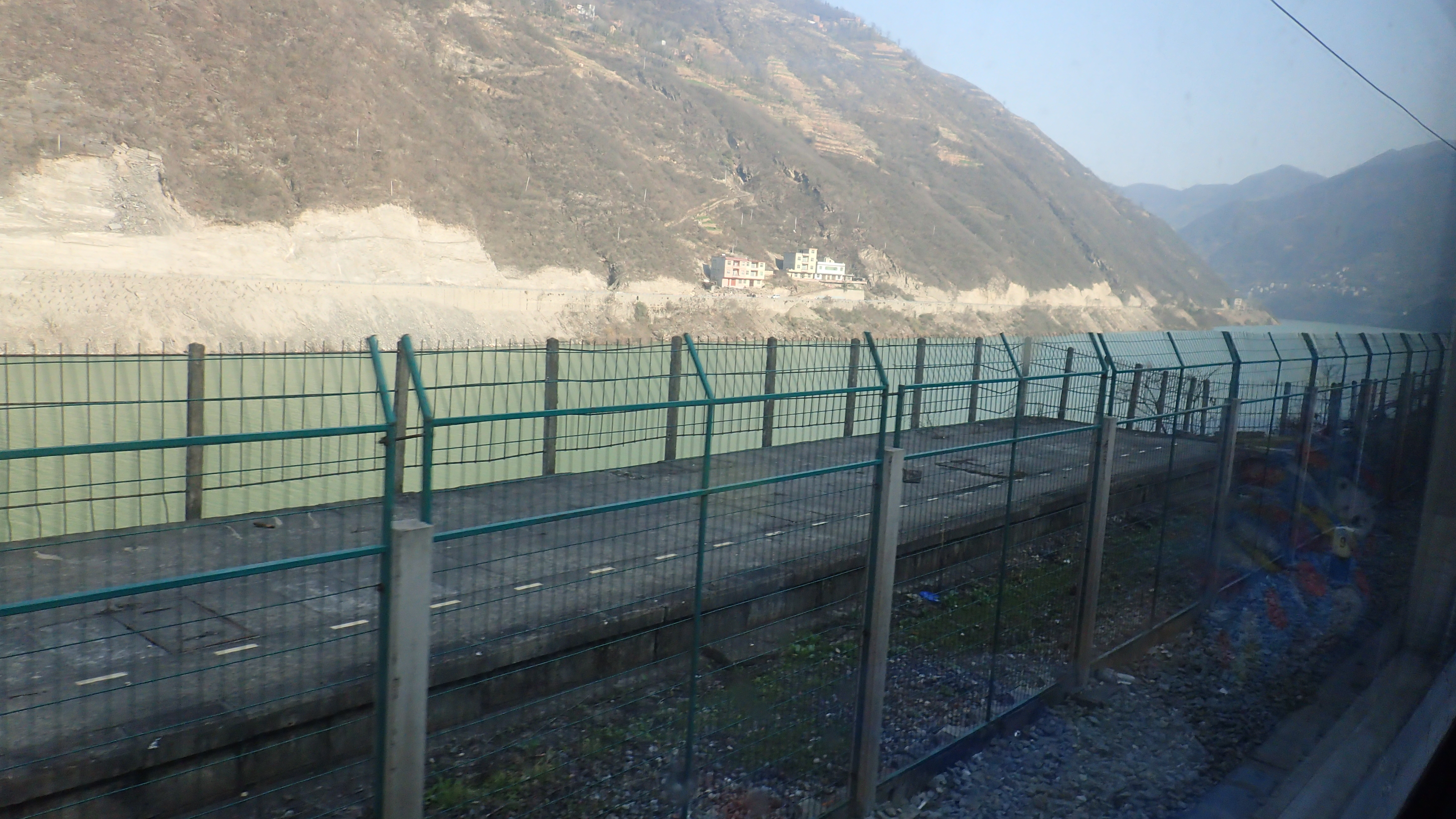
2017年，列车上抓拍的废弃的长沙坝站站台

## 设施
车站设于河谷中半山腰，站房位于线右（股道外侧、与江水间），背河面坡。站场为西东走向，曲线型，站场内建有桥梁6处。车站设有到发线3条（正线1股），货运线3条，货物站台1座，货物仓库1幢，客运设施1套（候车室、行包房、旅客站台）。车站撤销后，仅有正线保留作为襄渝上行线使用，其余站房设施未同步拆除，留存至今。